# 希烏島
13°08′38″S 166°34′05″E / 13.144°S 166.568°E

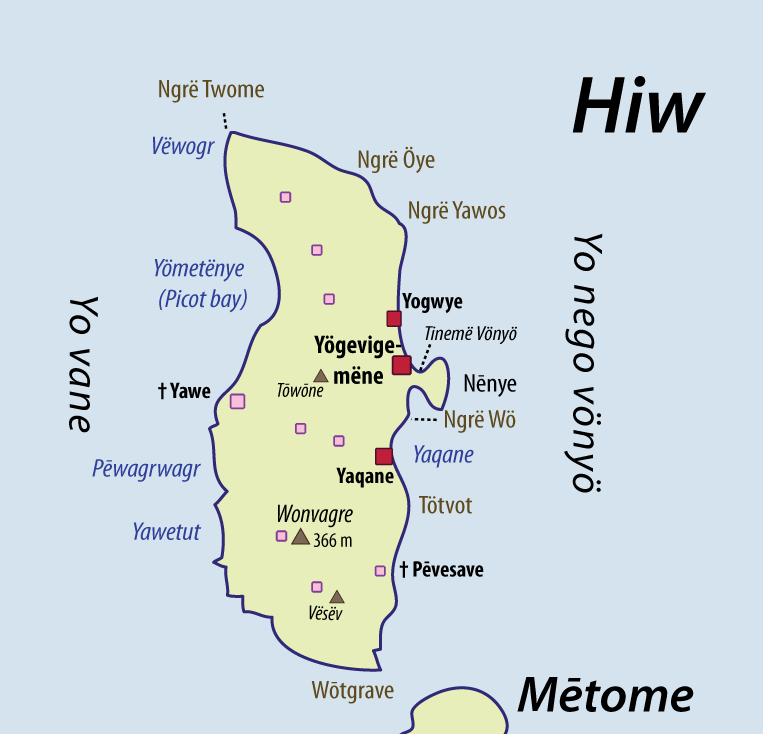

希烏島是太平洋島國瓦努阿圖的島嶼，屬於托雷斯群島的一部分，由托爾巴省負責管轄，長13.8公里、寬4.5公里，面積51平方公里，最高點海拔高度366米，受熱帶氣候影響，每年平均降雨量約4,000毫米，2009人口269。